# Лохвицька волость
Лохвицька волость — адміністративно-територіальна одиниця Лохвицького повіту Полтавської губернії з центром у місті Лохвиця (до складу волості не входило).
Старшинами волості були:
- 1900—1904 роках козак Гаврило Борисович Ковтун[1],[2];
- 1913 роках Авксентій Андрійович Замавіт[3];
- 1915 роках Авксентій Андрійович Заславець[4].